# Echeneidae
Famille
Les Rémoras sont des poissons commensaux qui forment la famille des Echeneidés (Echeneidae) de l'ordre des Perciformes qui vivent en général dans les eaux chaudes.
Rémora est le nom français de 8 espèces dont seulement 4 sont du genre Remora (remarquez l'italique et le e sans accent pour le nom scientifique du genre).

## Description et caractéristiques
Ces poissons ont le corps allongé, et sont dépourvus de nageoire dorsale sur la moitié antérieure du corps, celle-ci étant transformée en une ventouse formée de plusieurs lamelles transversales. Leur bouche est inversée : c'est la mâchoire supérieure qui est la plus courte et la plus mobile.
Les rémoras mesurent environ 40 cm, mais certaines espèces, comme le rémora fuselé, peuvent atteindre un mètre de long.

## Mutualisme
Mauvais nageur, le rémora utilise d'autres poissons plus gros — son partenaire préféré est le requin — des cétacés, des tortues marines ou même des bateaux en se liant à eux par le disque d'accroche puissant placé sur sa tête, qui remplace sa nageoire dorsale. Il débarrasse les poissons auxquels il s'attache de leurs parasites puisqu'il se nourrit de ce qu'il trouve sur son hôte et se faufile jusque dans les ouïes ; il se repaît également parfois des restes du repas des requins. Cependant, on a constaté que son système d'attache détériore la peau de certains hôtes. La fixation est tellement forte que des pêcheurs attachent une corde à la queue des rémoras pour pêcher des tortues. Un rémora a déjà été observé fixé au palais d'une raie manta, neutralisant pratiquement la fonction nutritive.
Toutefois cette interaction ne peut pas être réellement considérée comme du parasitisme et on préfèrera parler d'association phorétique de type mutualiste.

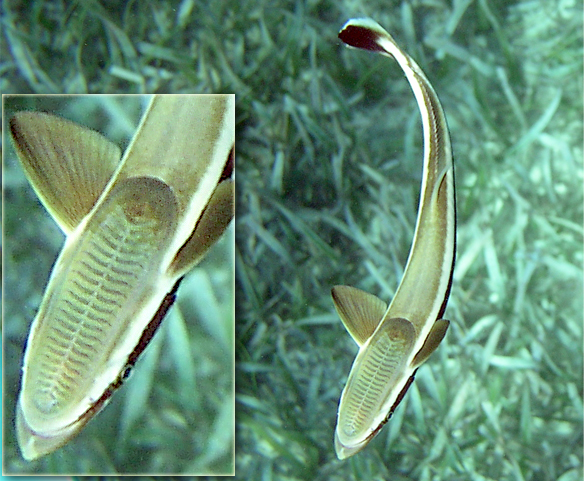
Remora et détail de la ventouse.
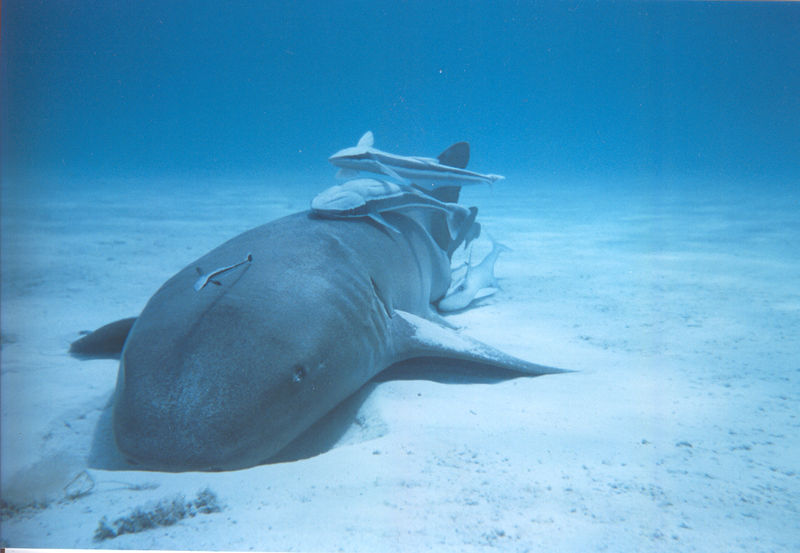
Rémoras et Requin (Ginglymostoma cirratum).
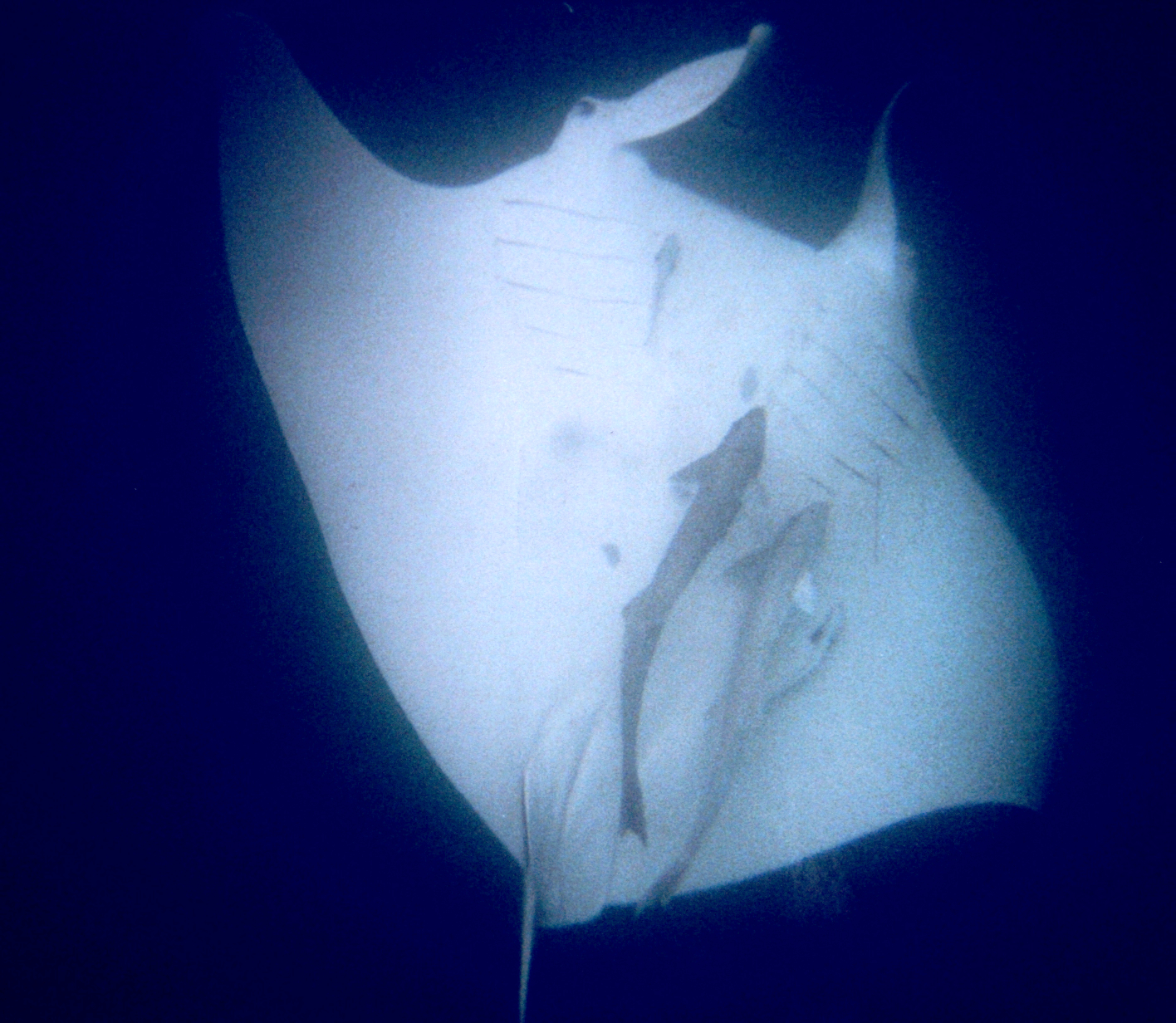
Raie manta et ses rémoras.
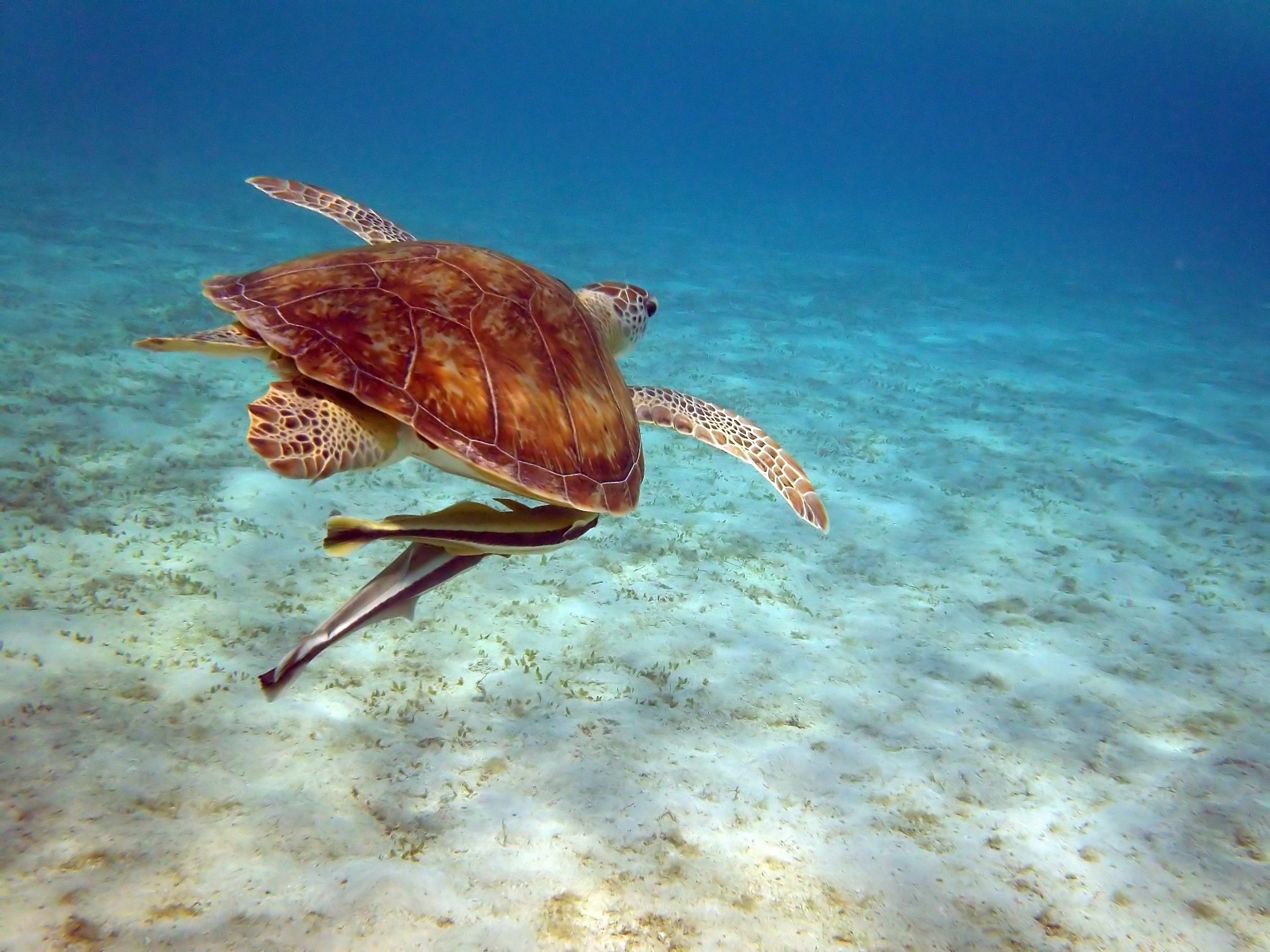
Avec une tortue verte
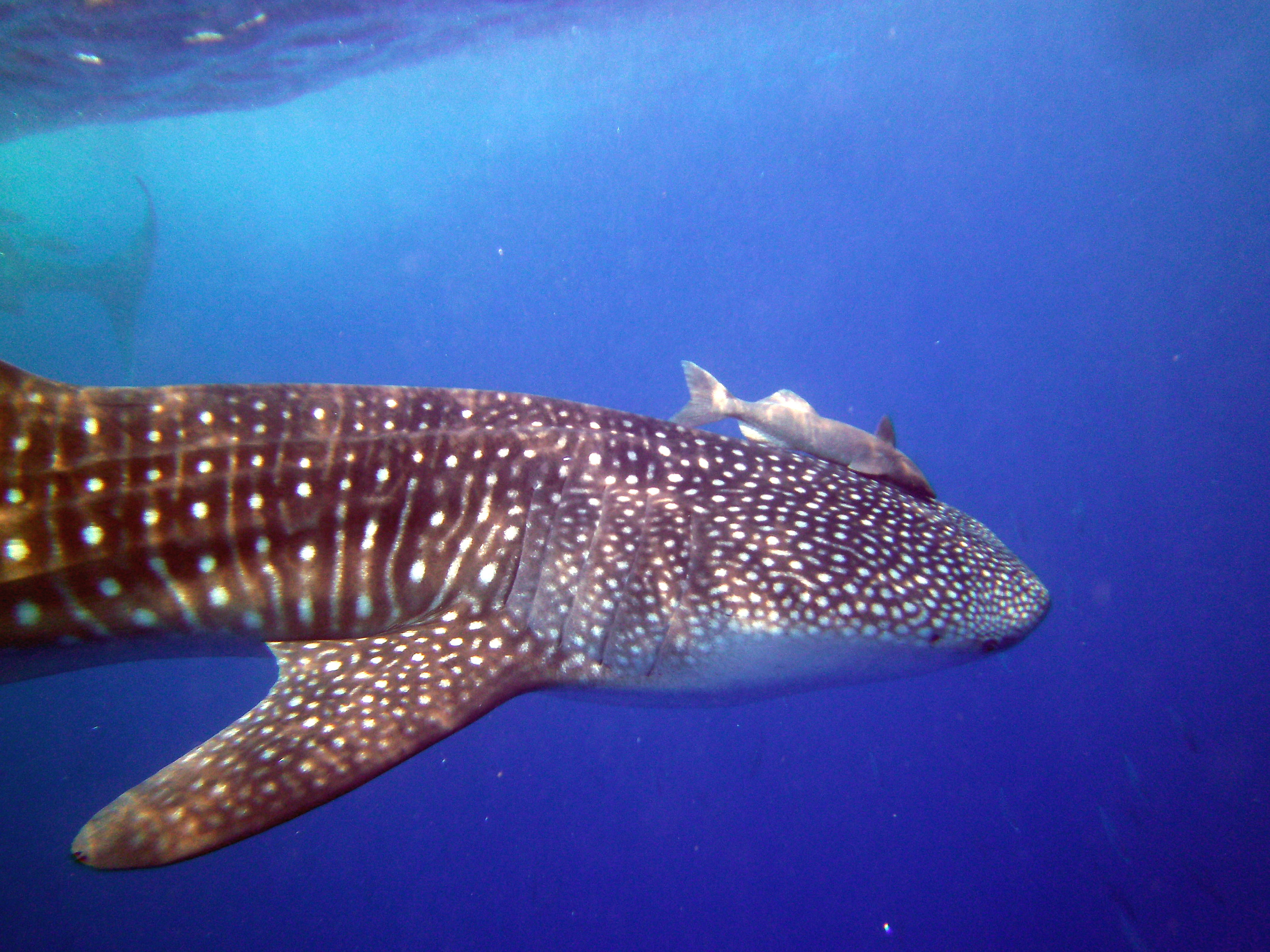
Sur un Requin baleine

## Interactions avec les pêcheurs et légendes

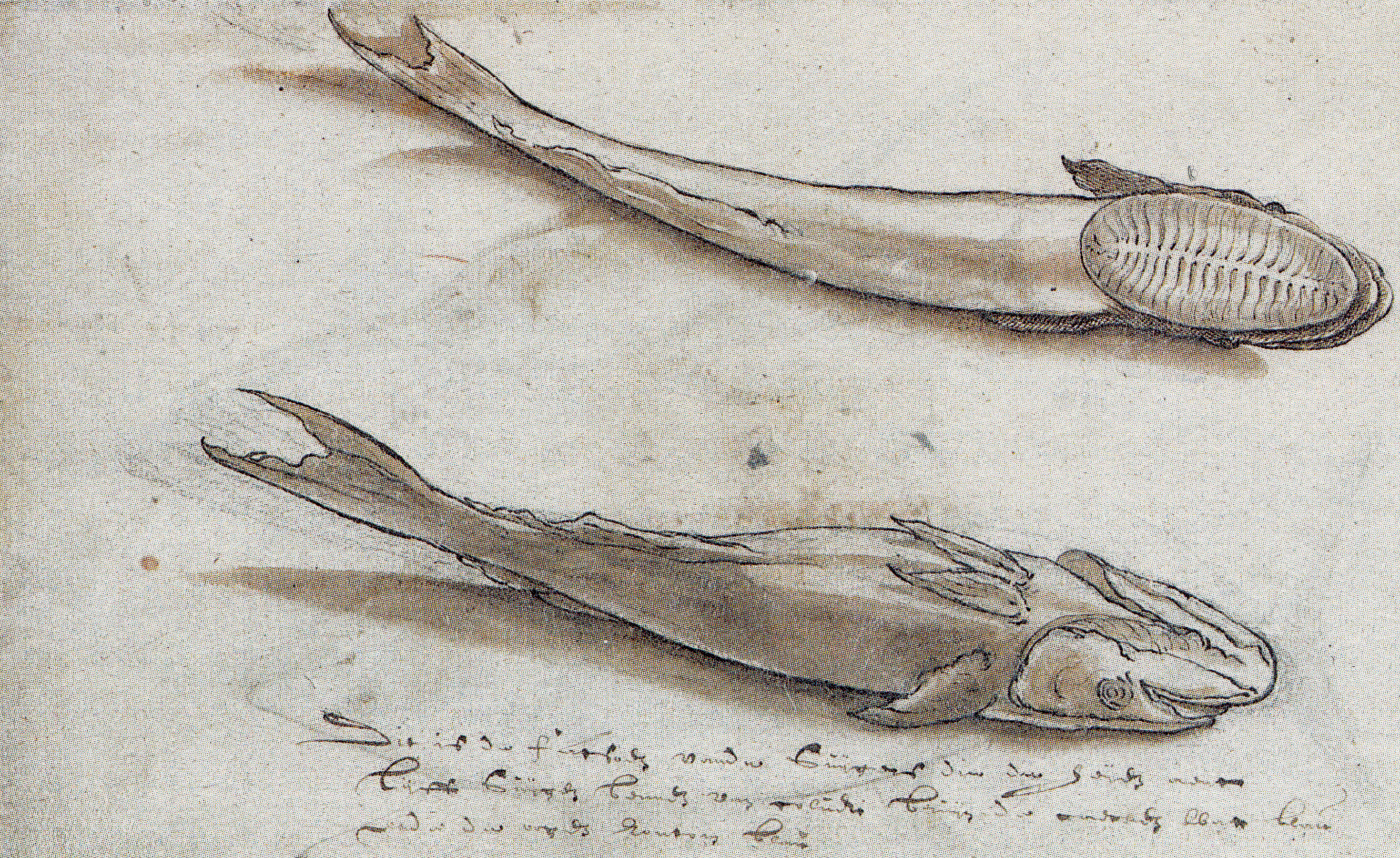
Illustration historique du début du XVIIe siècle.

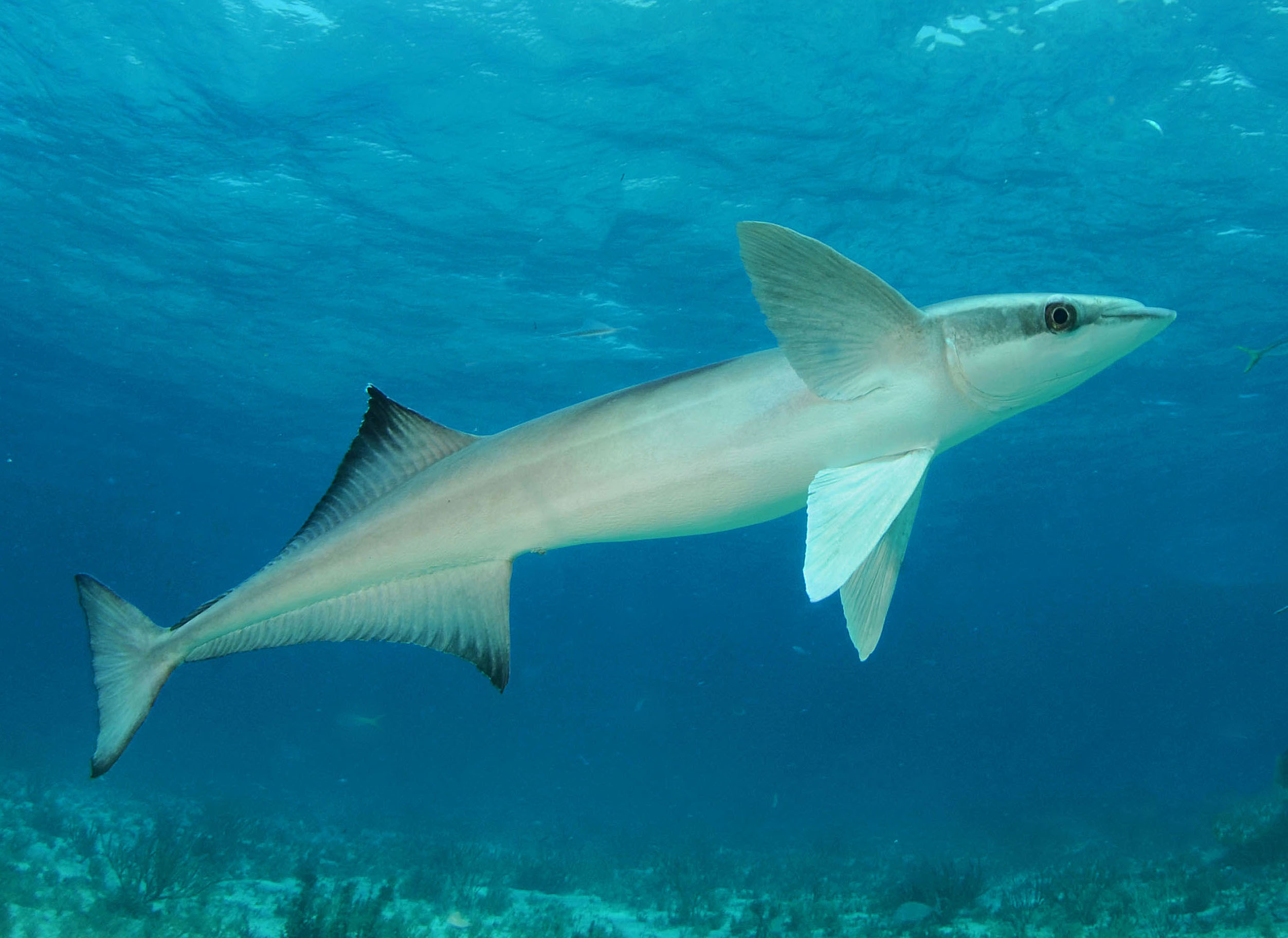
Rémora caractéristique.

Les rémoras servent aux pêcheurs de l'Océan indien, australiens ou des Caraïbes : ils attachent une corde à la queue du poisson et attendent qu'il se fixe solidement à la carapace d'une tortue. Les pêcheurs parviendraient de cette façon à capturer de grandes tortues.
Le rémora a été l'objet, au cours de l'Antiquité et jusqu'au XVIIe siècle, d'une légende merveilleuse puisqu'on le croyait capable d'immobiliser des navires dès lors qu'il s'y attachait. Cette légende a fait l'objet d'une synthèse au XVIIe siècle par le savant allemand Gaspar Schott.
L'étymologie du terme grec echenéis (de echein : tenir, retenir et naos : bateau) donne lieu à deux interprétations, l'une rationnelle, l'autre fabuleuse : « celui qui s'accroche au bateau » ou « celui qui retient le bateau ». Aristote dans son Histoire des animaux (L. II) et Pline l'Ancien dans son Histoire naturelle  décrivent ce poisson. Ovide le mentionne également. La légende du rémora s'amplifie principalement à partir du Ier siècle ap. J.-C., et traverse le Moyen Âge.
- Aristote en parle ainsi (Histoire des animaux, II, 14, 505 b) : « Parmi les poissons de roches, il en est un petit qu’on appelle rémora : on s’en sert dans les procès et pour composer des philtres. Il n’est pas comestible. Certains prétendent qu’il a des pattes, mais c’est une erreur : en réalité, il semble en avoir parce que ses nageoires ressemblent à des pieds. » (traduction Pierre Louis)

- Pline l'Ancien ( IX, 41 ; XXXII, 1) parle d'une galère d’Antoine arrêtée par un rémora, lors de la Bataille d'Actium, puis d'une anecdote empruntée à Hérodote, Périandre aurait été arrêtée par un rémora, qui aurait ainsi empêché le massacre des jeunes garçons de l'ile de Cnide (Hérodote III, 2).

(Pline, Histoire naturelle, l. XXXII, 2, Paris : Belles Lettres, E de Saint Denis, 1966, p. 22)
Voir aussi Oppien de Corycos, Halieutiques, 1, 212-242;
Élien, Nature des animaux, 1, 36 ; 2, 17.

« Il s'agit d'un  poisson qui a reçu en partage la haute mer, qui est de couleur noire, de la taille d'une anguille moyenne, et qui tire son nom de ce qu'il fait quand, après s'être attaché avec une force destructrice à un navire qui file porté par une bonne brise, et après avoir planté ses dents à l'extrémité de la proue, il retient l'élan du navire, l'entrave et le bloque, à l'instar d'un homme qui tire violemment en arrière, par un coup sec sur les rênes, un cheval farouche qui refuse le mors. En vain on donne toute la voile, les vents soufflent sans aucun effet, et les passagers sont démoralisés. Les marins, eux, comprennent et savent bien ce qui arrive à leur navire. C'est de là que le poisson a tiré son nom : les experts l'appellent en effet le “bloque navire” » »

— De la Personnalité des animaux, l.II, 17 p. 43-44
Ovide, Halieutiques, v.99,
Lucain la voit comme un châtiment divin et le « produit d’un sinistre enfantement / « fetu genuit natura sinistro micetur» qui viendra peupler les eaux du Styx : « puppim retinens Euro tendente rudentes In mediis echenis aquis »/ « la rémora, qui retient au milieu des eaux la poupe quand l'eurus tend les câbles. » Pharsale La guerre Civile, VI, 674 p. 34 (trad. À Bourgery et M. Ponchony, Paris: Belles Lettres,1929)
- Albert le Grand De Animalibus; l. XXIV, le confond avec echineidem echino (oursin de mer)

À la Renaissance, il devient un symbole alchimique (un des symboles alchimiques du froid, et il est convoqué pour ses pouvoirs d'immobilisation), et on le confond aussi beaucoup avec le dauphin (Conrad Gesner, Pierre Belon et Ulysse Aldrovandi).
On retrouve de nombreux emblèmes au XVIe siècle faisant figurer ce poisson et Guillaume Rondelet dans son Histoire des poissons, souligne lui aussi la diversité de ses formes et de ses appellations. Cyrano de Bergerac, dans ses États et Empires du soleil, met en scène la bataille entre le rémora (l'animal-glaçon) et la salamandre (l'animal de feu). C'est avec Linné que le rémora perd définitivement son caractère légendaire et ses propriétés alchimiques.

## Genres et espèces
- Echeneis Linnaeus, 1758
  - Echeneis naucrates Linnaeus, 1758 - Rémora fuselé, Rémora rayé ou Rémora commun
  - Echeneis neucratoides Zuiew, 1786 - Rémora blanc
- Phtheirichthys Gill, 1862 
  - Phtheirichthys lineatus (Menzies, 1791) - Rémora grêle
- Remora Gill, 1862
  - Remora albescens (Temminck & Schlegel, 1850) - Rémora blanchâtre
  - Remora australis (Bennett, 1840) - Rémora des baleines
  - Remora brachyptera (Lowe, 1839) - Rémora des espadons
  - Remora osteochir (Cuvier, 1829) - Rémora des marlins
  - Remora remora (Linnaeus, 1758) - Rémora commun

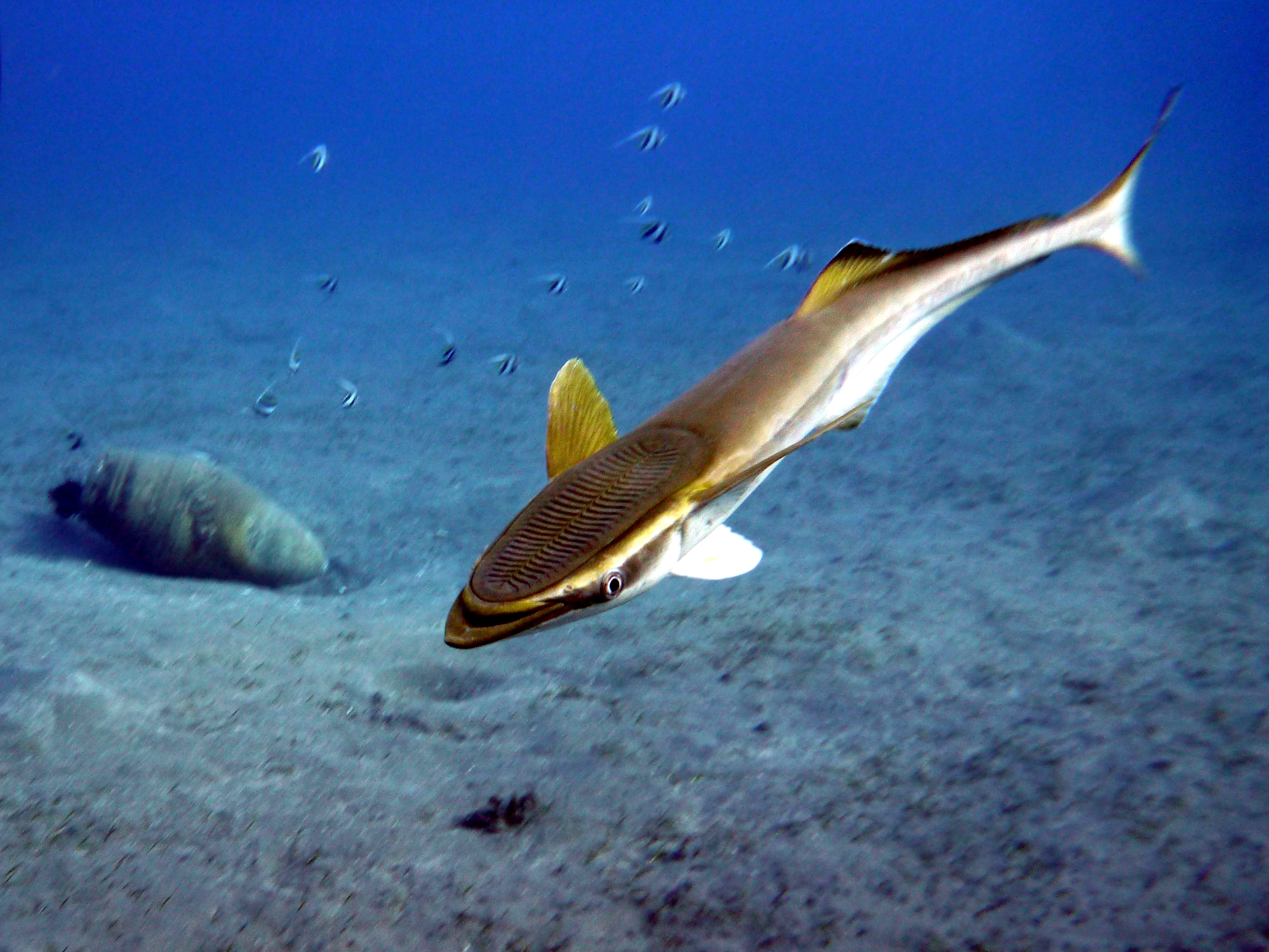
Echeneis naucrates
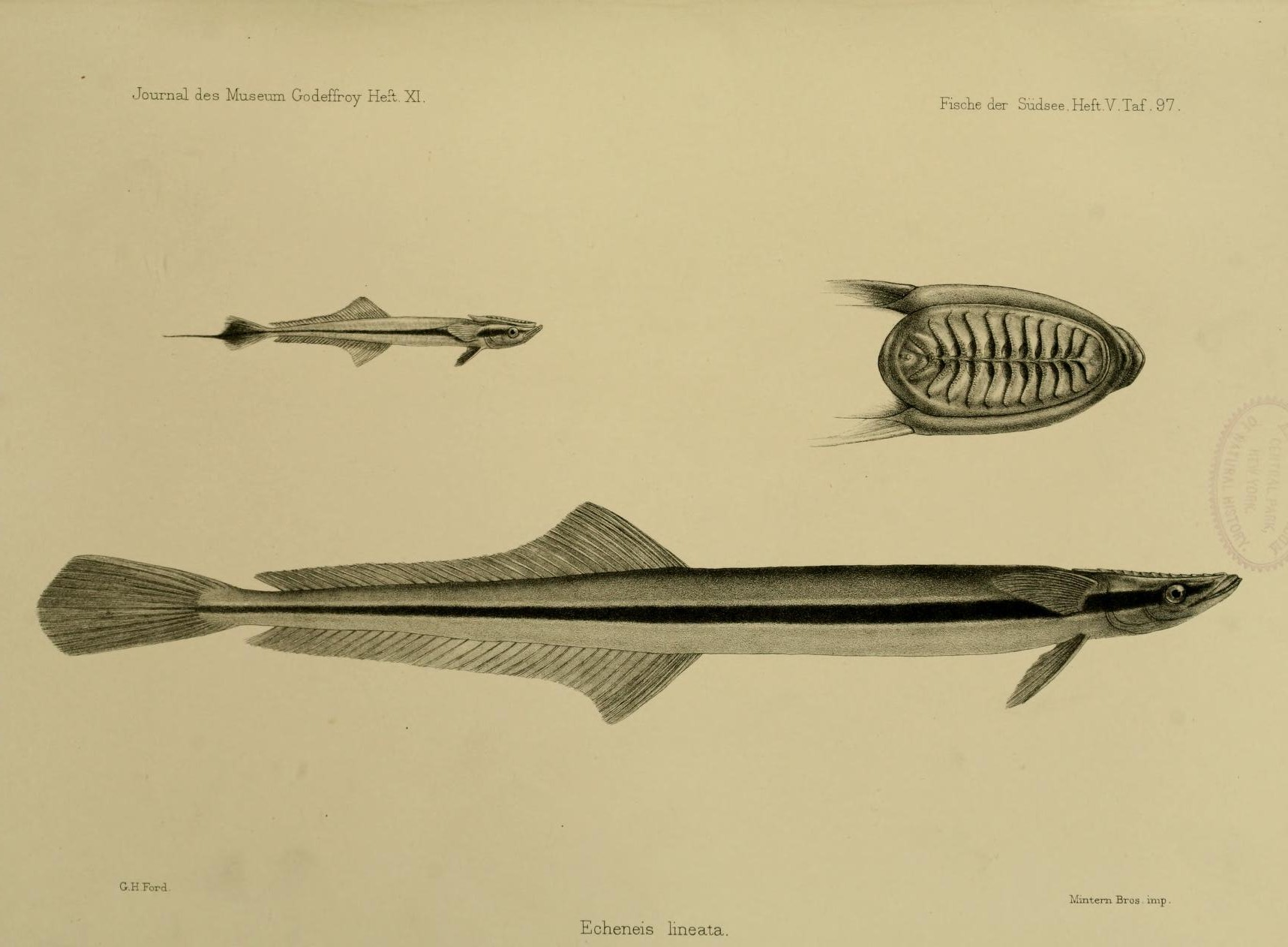
Phtheirichthys lineatus
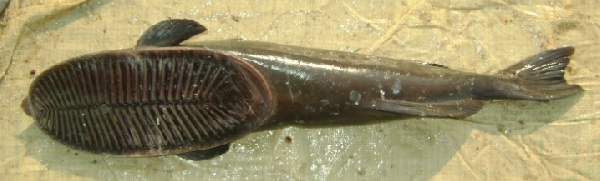
Remora australis
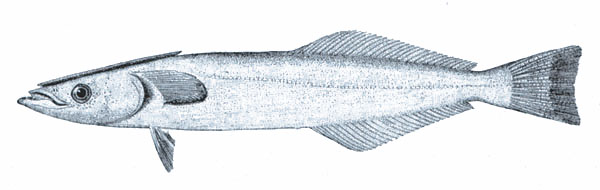
Remora brachyptera
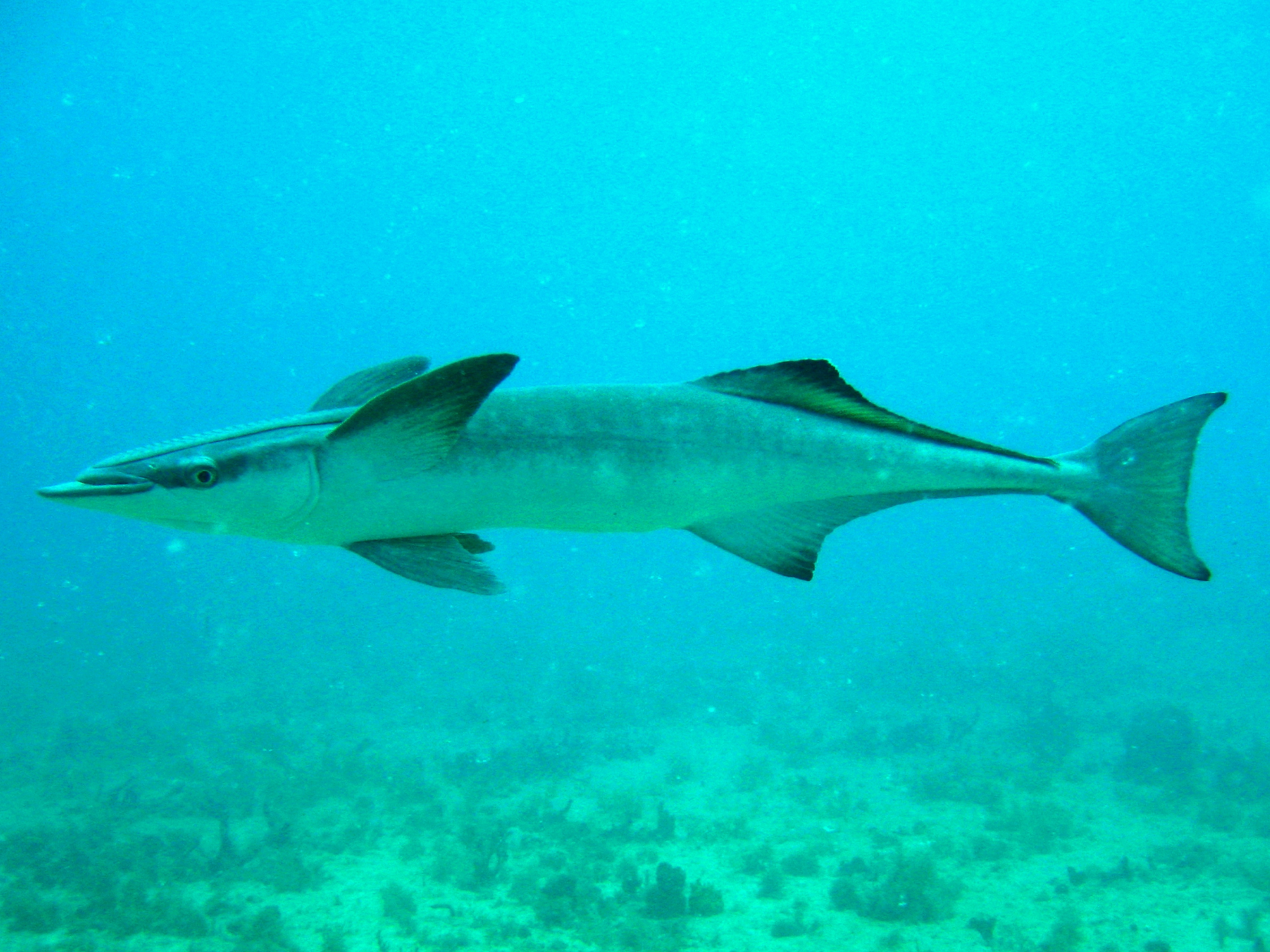
Remora remora